# New Bewick
New Bewick – przysiółek w Anglii, w Northumberland, w dystrykcie (unitary authority) Northumberland, w civil parish Bewick. Leży 13.8 km od miasta Alnwick, 58.7 km od miasta Newcastle upon Tyne i 456.9 km od Londynu. W 1951 roku civil parish liczyła 55 mieszkańców.